# 大津村 (新潟県岩船郡)
大津村（おおつむら）は、かつて新潟県岩船郡にあった村。

## 沿革
- 1889年（明治22年）4月1日 - 町村制施行に伴い岩船郡大津村が村制施行し、大津村が発足。
- 1901年（明治34年）11月1日 - 岩船郡金屋村、南保内村、海老江村と合併し、金屋村を新設して消滅。